# Aminokarbonylové sloučeniny
Aminokarbonylové sloučeniny jsou organické sloučeniny patřící mezi aminy i karbonylové sloučeniny, mají tedy také aldehydové nebo ketonové funkční skupiny. Sloučeniny z této skupiny mají velký význam v biologii a při chemických syntézách.

## Deriváty terciárních aminů
Protože primární a sekundární aminy s karbonylovými skupinami reagují, tak většina aminokarbonylových sloučenin patří mezi aminy terciární. Vznikat mohou například aminacemi α-halogenketonů a α-halogenaldehydů.
Příklady těchto sloučenin jsou kathinony, metadon, molindon, pimeklon, ferruginin, a tropinon.

## Deriváty sekundárních aminů
Aminoketony obsahující sekundární aminy bývají stálé, jestliže mají cyklické ketonové skupiny; příklady mohou být 4-piperidinon, triacetonamin, a akridon.

## Deriváty primárních aminů

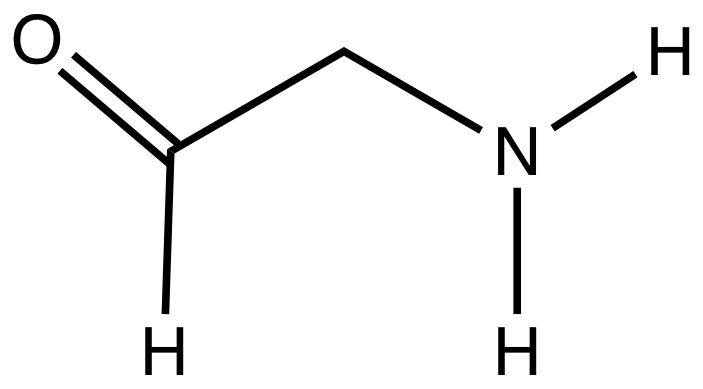
Strukturní vzorec aminoacetaldehydu

Většina karbonylových primárních aminů je náchylná k samokondenzačním reakcím, některé z těchto sloučenin se ale objevují jako meziprodukty biosyntéz, příkladem může být glutamát-1-semialdehyd. Patří sem i acyklické formy aminosacharidů, jako je vankosamin. Aminoacetaldehyd, nejjednodušší člen této skupiny, je vysoce reaktivní, je ale dostupný jeho stálejší analog aminoacetaldehyddiethylacetal, (EtO)2CHCH2NH2.
2-aminobenzaldehyd, C6H4(NH2)CHO, patřící mezi významné aromatické aminoaldehydy, je také náchylný k samokondenzacím.

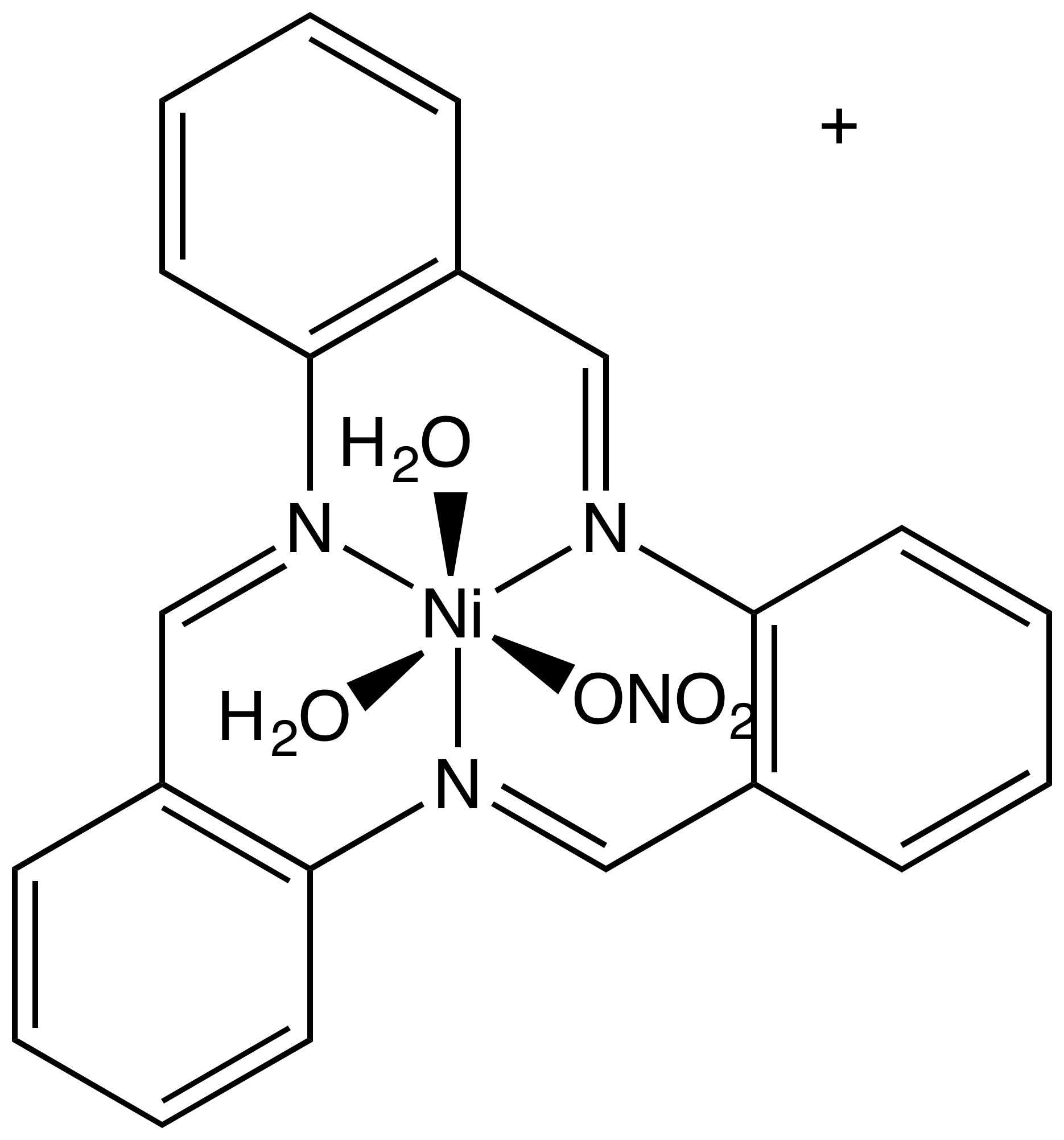
Struktura Ni-aquadusičnanového komplexu ligandu vzniklého kondenzací tří ekvivalentů 2-aminobenzaldehydu

Aminoaceton je za běžných laboratorních podmínek nestálý, ale jeho hydrochlorid [CH3C(O)CH2NH3]Cl je možné snadno izolovat. Získává se dekarboxylací alaninu; aminoacetaldehyd vzniká hydroxylací taurinu.